# Microphysa elongata
Microphysa elongata là một loài thực vật có hoa trong họ Thiến thảo. Loài này được (Schrenk) Pobed. mô tả khoa học đầu tiên năm 1958.